# George Purdy Bullard
George Purdy Bullard (* 14. April 1869 in Portland, Oregon; † 25. Juli 1924 in Los Angeles, Kalifornien) war ein US-amerikanischer Jurist und Politiker (Demokratische Partei).

## Werdegang
George Purdy Bullard wurde 1869 in Portland (Oregon) geboren. Seine Familie zog während seiner Kindheit nach San Francisco (Kalifornien). In der Folgezeit besuchte er die lokalen Schulen. Er studierte Jura und erhielt seine Zulassung als Anwalt in Kalifornien. Mit 21 Jahren begann er zu praktizieren. 1899 zog er in das Arizona-Territorium und ließ sich dort in Phoenix (Maricopa County) nieder. Es sollte die nächsten 25 Jahre lang seine Heimat sein. Bullard war fünf Jahre lang als Maricopa County Attorney tätig. 1911 wurde er zum Attorney General von Arizona gewählt. Bullard war die erste Person, welche diesen Posten bekleidete, nachdem Arizona ein Bundesstaat wurde. Seine Amtszeit endete 1915. Danach praktizierte er wieder als Anwalt. Er war Präsident des ersten Automobilclubs, welcher in Arizona gegründet wurde. Zwischenzeitlich leitete er auch Autorennen, was ihn in Südkalifornien bekannt machte. Nach dem Tod von Eugene S. Ives (1859–1917) wurde er neuer Chief Counsel in Arizona von der Eisenbahngesellschaft Southern Pacific Lines. Daneben praktizierte er weiter als Anwalt. Als Folge davon war er in verschiedenen Teilen vom Südwesten unterwegs. Er war auch als Attorney für die Arizona Power Company tätig. Bullard hielt sich 1924 in Los Angeles wegen der geplanten Fusion zwischen Southern Pacific Lines und El Paso and Southwestern Lines auf. Zum Zeitpunkt seines Todes hatte er aber Urlaub. Bullard wurde auf dem Greenwood Memory Lawn Cemetery in Phoenix (Arizona) beigesetzt.
Er war mit Pearl S. McHenry (1879–1943) verheiratet.